# Casa Sala (Igualada)
La Casa Sala és una obra del municipi d'Igualada (Anoia) inclosa en l'Inventari del Patrimoni Arquitectònic de Catalunya. És una casa de la segona època del modernisme igualadí (1911-1919). Es caracteritza per la incorporació del maó vist a la façana com a element decoratiu i estructural. Podem observar la seva utilització per remarcar els guardapols de les obertures que fa unes formes esglaonades jugant amb la col·locació del maó a diferents nivells. El promotor de l'obra fou Ramon Sala i Ribera.